# Рижское общество архитекторов
Рижское общество архитекторов — прогрессивное общество прибалтийских архитекторов, основанное в 1879 году в рамках младолатышской концепции, манифестировавшей стремление к национальной независимости латышских культуры и науки.
Общество архитекторов было основано в Риге; у его истоков стоит первый профессиональный латышский архитектор Янис Фридрих Бауманис, который с блеском закончил Санкт-Петербургскую Академию художеств. Однако первым председателем рижского архитектурного общества стал прибалтийско-немецкий архитектор Юлий Хаген (1829—1909 годы). В первую очередь Рижское общество архитекторов взяло на себя ответственность за разработку первых городских строительных правил, принятие которых стало весьма актуальным в связи с растущими масштабами развития строительства в главном городе Лифляндской губернии. Также члены общества разработали нормы профессиональной этики архитекторов, а также размер их гонораров. Немаловажным вкладом в развитие рижской архитектурной мысли стала активная публицистическая деятельность представителей Рижского общества архитекторов. Традиционным стало издание ежегодного справочного издания под названием «Рижский карманный строительный справочник». Также архитекторы, входившие в общество, с 1907 по 1913 год участвовали в издании ежегодного альманаха на немецком языке, посвящённого архитектурным достижениям в Прибалтике: Jahrbuch für bildene Kunst in den Ostseeprovinzen.
Фактически вступить в ряды этого общества архитектора мог каждый вне зависимости от его национальной принадлежности, что и стало отличительной прогрессивной чертой новой организации — именно поэтому национальный состав общества был неоднородным. Тем не менее в 1889 году в Риге было основано новое архитектурное общество, членами которого были в основном немцы, хотя и вторым лицом в организации стал архитектор-латыш Константин Пекшен, признанный рижский мастер в строительстве многоквартирных шестиэтажных доходных домов в стиле латышского национального романтизма, появление которых венчало собой градостроительный бум 1910-х годов. Отличительной чертой этого общества стало активное проведение архитектурных конкурсов, целью которых было выявление архитектурных талантов по всей губернии. Следует признать, что второе общество с течением времени вынуждено было становиться более демократичным в плане отношения к национальной принадлежности своих представителей.
Рижское общество много поработало для организации юбилейной выставки в Риге на территории Парка Кронвалда и Эспланады в 1901 году. В частности, рижский архитектор Макс Шервинский (отец Владимира Шервинского, главного синодального архитектора Латвии в межвоенный период), со своими учениками спроектировал 40 павильонов в стиле растительного модерна, тем самым спровоцировав повышенное внимание к этому стилевому направлению, мода на которое захватило Западную Европу 1880-х — 1890-х годов — она же постепенно распространилась и на севере европейского континента. Один из этих павильонов с указанием на год создания «1901» до сих пор украшает парк Кронвалда с правой стороны Дома конгрессов (бывший Дом политпросвещения).
В 1914 году в состав объединения архитекторов входило 96 архитекторов, в числе которых были упоминавшийся выше Константин Пекшен, а также его ученик Эйжен Лаубе, Август Малвес, Александр Ванагс, Эдгар Поле. В годы Первой мировой войны деятельность архитектурного общества была прервана, однако Рижское общество архитекторов было воссоздано в 1921 году. Вместе с ним чуть позже, в 1924 году начало свою деятельность и более «глобальное» (судя по названию) Общество архитекторов Латвии, составлявшее первому своеобразную конкуренцию. Его резиденция была оригинально обустроена справа от Шведских ворот известным рижским художником, фотографом и планировщиком Александром Ивановичем Трофимовым в 1926—1928 годы — фрагменты средневековой башни Юргена была фактически встроены внутрь нового здания.
В 1932 году в Обществе архитекторов Риги было 58 членов — следует отметить, что к середине 1930-х годов деятельность общества стала носить ярко выраженный формально-репрезентативный характер, а в 1939 году в связи со всеобщей репатриацией немецкого населения Прибалтики в Германию Рижское общество архитекторов прекратило своё существование.